# Kadeem Allen
Kadeem Frank Allen (ur. 15 stycznia 1993 w Wilmington) – amerykański koszykarz, występujący na pozycji rzucającego obrońcy, obecnie zawodnik Hapoelu B-Cure Laser Hajfa.
W 2012 wystąpił w meczu gwiazd amerykańskich szkół średnich (Jordan Classic Regional).
25 lipca 2018 został zawodnikiem New York Knicks. 13 października 2018 został zwolniony.
14 stycznia 2019 podpisał umowę z New York Knicks na występy w NBA oraz zespole G-League – Westchester Knicks. 25 czerwca 2020 opuścił klub.
20 lipca 2020 dołączył do francuskiego JL Bourg Basket. 15 lutego 2021 został zawodnikiem niemieckiego Niners Chemnitz. Z zespołem tym nie rozegrał żadnego spotkania. 17 czerwca 2021 zawarł kontrakt z izraelskim Hapoelem B-Cure Laser Hajfa.

## Osiągnięcia
Stan na 17 czerwca 2021, na podstawie, o ile nie zaznaczono inaczej.
NJCAA
- Zawodnik roku:
  - NJCAA Division I (2014 według NABC, NJCAA)[10]
  - konferencji Jayhawk West (2013, 2014)
  - regionu VI (2013, 2014)
- MVP meczu gwiazd NJCAA (2014)
- Zaliczony do I składu All-American (2013, 2014 przez NABC, NJCAA)

NCAA
- Uczestnik rozgrywek:
  - Sweet Sixteen turnieju NCAA (2017)
  - turnieju NCAA (2016, 2017)
- Mistrz:
  - turnieju konferencji Pac-12 (2017)
  - sezonu regularnego Pac-12 (2017)
- Zaliczony do:
  - I składu defensywnego Pac-12 (2017)
  - II składu Pac-12 (2017)

Indywidualne
- Zaliczony do I składu defensywnego G-League (2018, 2019)[11]